# Berthelinia limax
Berthelinia limax is een slakkensoort uit de familie van de Juliidae. De wetenschappelijke naam van de soort is voor het eerst geldig gepubliceerd in 1959 door Kawaguti & Baba.